# Mark Atkins
Mark Atkins (Doncaster, 14 agosto 1968) è un allenatore di calcio ed ex calciatore inglese, di ruolo centrocampista.

## Carriera

### Giocatore
Nel corso della sua carriera ha giocato 569 partite mettendo a segno 55 marcature. Vanta una Premier League, vinta con il Blackburn nel 1995. Sempre con il Blackburn ha giocato le edizioni 1994 e 1995 della Charity Shield perdendo entrambe le competizioni (0-2 contro il Manchester Utd nel 1994 e 1-0 nel 1995 contro l'Everton).

## Palmarès

### Giocatore

#### Competizioni nazionali
- Campionato inglese: 1

Blackburn: 1994-1995
- Conference League Cup: 2

Doncaster: 1998-1999, 1999-2000

### Allenatore

#### Competizioni nazionali
- Conference League Cup: 1

Doncaster: 1999-2000

#### Competizioni regionali
- Derbyshire Senior Cup: 1

Matlock Town: 2009-2010